# Alfredo Costa Monteiro
Alfredo Costa Monteiro (Porto, 1964) és un artista portuguès establert a Barcelona.
Resident a Barcelona des de 1992, l'artista portuguès Alfredo Costa Monteiro ha portat a terme una activitat múltiple que abraça instal·lacions, poesia sonora/visual i so. La majoria de les seves obres, sovint de factura domèstica, tenen en comú un interès pels processos inestables. Des de 2001, col·labora amb nombrosos artistes espanyols i estrangers. Té una extensa discografia en solo i amb diferents formacions.